# Ryan Wills
Ryan Wills (Whakatane, Badia de Plenty, 19 de gener de 1988) és un ciclista de Nova Zelanda, professional del 2008 al 2015.

## Palmarès
- 2009
  - Vencedor d'una etapa al Tour de Wellington
- 2013
  - 1r a la Volta al Brabant flamenc
- 2014
  - 1r al Tour de Vineyards i vencedor d'una etapa